# 江辺清夫

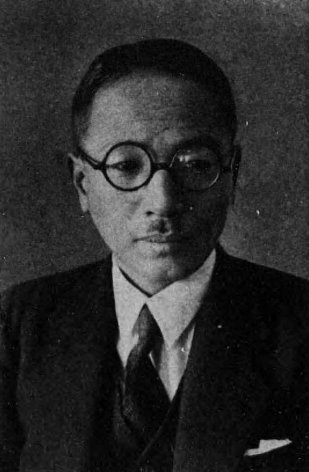
江辺清夫

江辺 清夫（えべ きよお、1895年（明治28年）11月5日 - 1950年（昭和25年）1月11日）は、日本の内務・警察官僚。官選県知事、川崎市長。

## 経歴
山形県南置賜郡南原村猪苗代町（現米沢市）出身。旧米沢藩士・江辺信次（小学校長、郡視学、南原村長）、いよ夫妻の長男として生まれる。1914年3月、山形県立米沢中学校を卒業。第二高等学校を経て、1920年7月、東京帝国大学法学部法律学科を卒業。同年10月、高等試験行政科試験に合格し逓信省に入省。1921年、内務省に転じ山梨県属・地方課兼学兵課勤務となる。
以後、山梨県西山梨郡長、山梨県警視・警察部警務課長兼巡査教習所長、同保安課長、山口県地方事務官・産業課長、同商工水産課長、同学務課長、富山県書記官・学務部長、山形県書記官・警察部長、三重県書記官・警察部長、熊本県書記官・警察部長、神奈川県経済部長などを経て、1939年4月、兵庫県総務部長に就任。
1940年4月、島根県知事に就任。中等学校の整備、森林伐採跡地の造林事業の継続、林道開設、佐陀川沿岸用水改良継続事業などを推進。同年12月、福島県知事に転任。食料増産などに尽力。1942年3月、翼賛議員同盟を改組し翼賛政治会が結成された。同年7月、政府から南方占領地の司政長官就任の要請を受けたがそれを断り退官。その後、京都市第一助役を経て、1944年5月、川崎市長に就任。1947年6月、GHQの命令により市長を辞職。その後、公職追放となった。

## 栄典
- 1940年（昭和15年）8月15日 - 紀元二千六百年祝典記念章[9]